# Eva Křížová (socioložka)
Eva Křížová (* 1. dubna 1959, Praha) je docentka v oboru sociologie, působí na Univerzitě Karlově, zabývá se sociologií medicíny a zdravotnictví, v roce 2019 byla jmenována vedoucí katedry sociální práce na Evangelické teologické fakultě.

## Život
Absolventka sociologie na Filozofické fakultě UK (abs. 1982), titul Ph.D. získala na téže fakultě v oboru sociologie na základě disertační práce Proměny lékařské profese z pohledu sociologie (2004), habilitovala se v r. 2018 na FF UK v oboru sociologie s tématem Moderní medicína jako oblast společenskovědní reflexe (jmenována docentkou od 1. března 2019).
Od r. 1990 působí na Univerzitě Karlově. Dvacet let vyučovala na Ústavu lékařské etiky (později Ústavu lékařské etiky a ošetřovatelství) 3. LF, dále na Ústavu humanitních základů medicíny 2. LF UK (2010-2016). Od r. 2013 je členem Katedry pastorační a sociální práce na Evangelické teologické fakulty a od roku 2019 katedru vede, dnes Katedra sociální práce ETF UK.
V průběhu celé své akademické dráhy se zajímala o problematiku medicíny a zdravotnictví jako sociálních institucí a rozvíjela obor sociologie medicíny a zdravotnictví. Je spoluzakladatelkou a ředitelkou Centra pro sociologii medicíny a zdravotnictví (Cesmez). V současné době se specializuje na společenské pozadí sociální práce a systémová řešení sociálních problémů v nichž se sociologie prolíná s kritickou sociální prací, jež chápe problémy jedinců jako podmíněné společenskými strukturami.

## Dílo
Mezi její hlavní publikace z poslední doby patří monografie Sociální práce v mezioborové perspektivě (Praha: Karolinum, 2023) a zpracování transformace českého zdravotnictví po r. 1989 ve Velkých dějinách zemí Koruny české, Lékařství (Paseka 2023). Z dřívější doby jsou to Zdraví, kultura, společnost (Praha: Karolinum, 2018), učebnice SOS-Sociologie pro pomáhající profese (Praha: Karolinum, 2017), Proměny lékařské profese z pohledu sociologie (Praha: SLON, 2006) či Zdravotnické systémy v mezinárodním srovnání (Dvořák, Šebek, 1998). Je autorkou řady článků publikovaných v zahraničních i českých odborných časopisech a spoluautorkou dalších českých i mezinárodních publikací.
Významně se angažuje v mezinárodních výukových programech v rámci Erasmus, a to jako vyjíždějící učitel na partnerské školy, i jako organizátor či partner řady intenzívních programů pro studenty zdravotnických a sociálních oborů (INCCAR Integrating complementary care 2009-2011, COHCA Complementary health care 20062009, EVIBAS Evidence based health and social care 2013). Byla lektorkou na University of Applied Sciences v Mikkeli, Finsko, přednášela v programu Health and social change, 2005-2006, na Linkoping University, Švédsko a v kurzu lékařské etiky Humanizing Tomorrow´s medicine 2008-2011 v Udine, Itálie.
Byla hlavní řešitelkou projektů, financovaných IGA MZ ČR, GAČR, Open Society Fund a FRVŠ. Spolupracovala na mnoha mezinárodních i národních projektech (Kvalita života, Podpora zdraví seniorů, Etické aspekty transformace zdravotnictví, ad.). Je hodnotitelkou vzdělávacích a výzkumných projektů pro TAČR a další agentury. Zajímá se o problémově orientovanou výuku na základě aktivního učení.
Je členkou redakční rady časopisu PsychoSom a rakouského časopisu Österreichisches Jahrbuch für Soziale Arbeit /Annual Review of Social Work & Social Pedagogy in Austria. Je členkou redakční skupiny tohoto časopisu pro specializované číslo (6/2024) zaměřeného na téma prekarizace. Recenzuje odborné práce pro různá periodika a akademické i neakademické instituce. Organizovala mezinárodní konference Zdravotnické reformy v zemích střední a východní Evropy (2000) a Sociologie a sociální práce v postsekulární společnosti (2015). Vystupuje na mezinárodních konferencích.